# 莫拉桑省
莫拉桑省（西班牙語：Morazán）是薩爾瓦多十四個省之一，位於該國東北部，北界宏都拉斯。面積1,447平方公里，人口251,447人（2006年）。首府圣弗朗西斯科戈特拉。
1875年建省，下分二十六個自治市。省名紀念中美洲聯邦共和國總統弗朗西斯科·莫拉桑。